# Дорнхан
Дорнхан (нем. Dornhan) — город в Германии, в земле Баден-Вюртемберг. Подчинён административному округу Фрайбург. Входит в состав района Ротвайль.
Население составляет 6115 человек (на 31 декабря 2010 года). Занимает площадь 44,93 км². Официальный код — 08 3 25 012.
Город подразделяется на восемь городских районов.

## Города-побратимы
- Пон-де-Во (Франция, с 1995)
- Сермуайе (Франция)